# Regino García

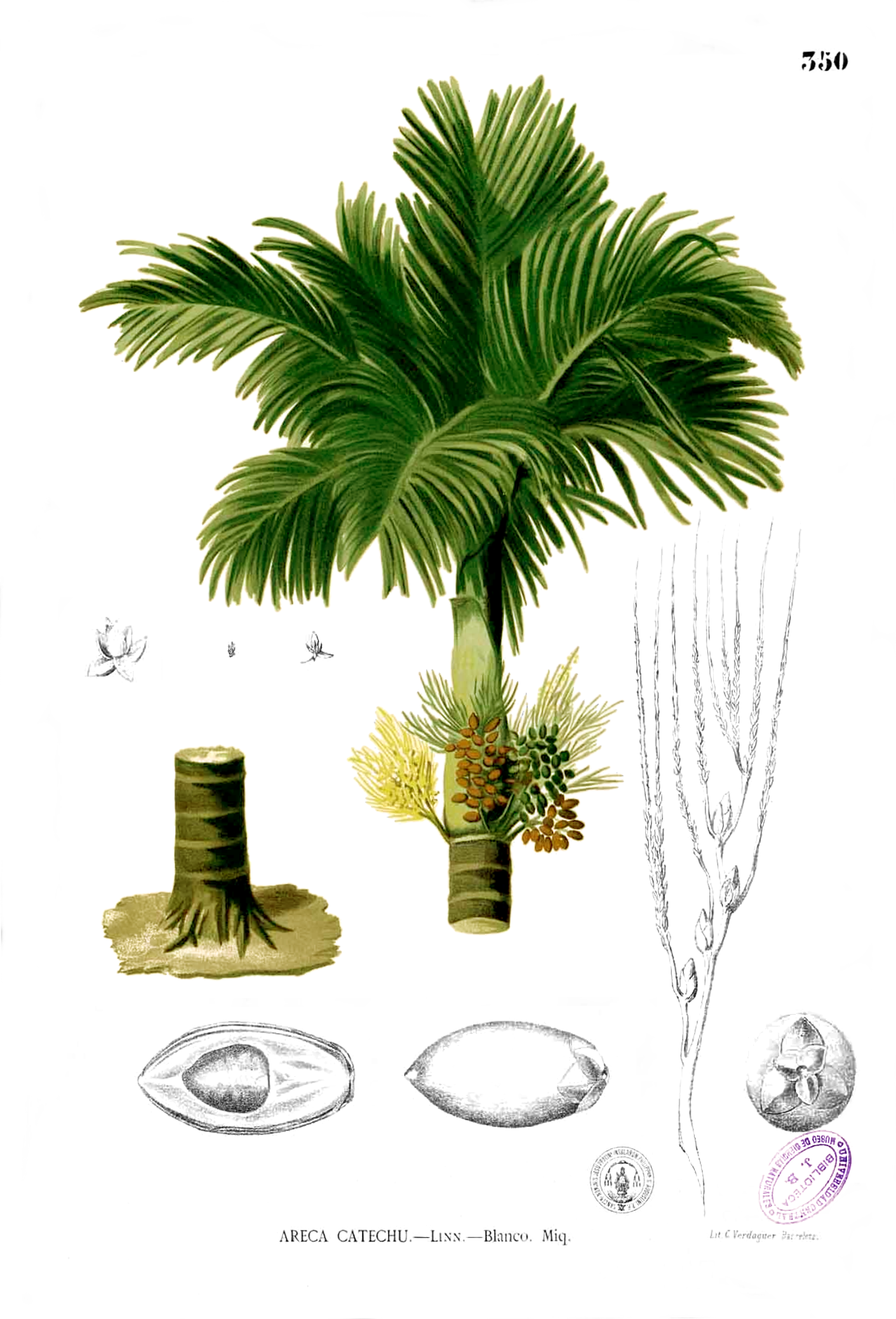
Areca catechu
Flora de Filipinas

Regino García y Basa (1840 - 16 de julio de 1916) fue un artista botánico y guardabosques filipino. También fue instructor de impresión en la Universidad de Santo Tomás y director de paseos, parques y jardines de Manila. Se le conoce por ser uno de los ilustradores botánicos que produjeron las planchas para la obra de Francisco Manuel Blanco Flora de Filipinas, la versión ilustrada que se publicó en Manila, entre 1877 y 1883.